# Фалін Олексій Іванович
Олексій Іванович Фалін (рос. Алексей Иванович Фалин; 8 жовтня 1908, Середка — 5 листопада 1943, Київ) — радянський офіцер-танкіст, Герой Радянського Союзу.

## Біографія
Народився 8 жовтня 1908 року в селі Середках (нині Некоузького району Ярославської області) в селянській родині. Росіянин. Закінчив 5 класів школи. Працював у сільському господарстві, на заводі в Ленінграді.
У Червоній Армії в 1930–1932 роках і з 1939 року. Учасник радянсько-фінської війни 1939–1940 років. У 1940 році закінчив курси молодших лейтенантів. На фронті у німецько-радянську війну з 1941 року.

Могила Олексія Фаліна

Командир танка 306-го танкового батальйону (53-а гвардійська танкова бригада, 6-й гвардійський танковий корпус, 3-я гвардійська танкова армія, 1-й Український фронт) лейтенант Олексій Фалін відзначився у боях за відвоювання Києва. 5 листопада 1943 він першим зі своїм танковим екіпажем увірвався в село Святошино (нині в межах Києва), підбив дві штурмові гармати, чотири бронетранспортери, осідлав ділянку шосе Київ—Житомир, відрізавши шляхи відходу противнику. У цьому бою загинув. Похований у Києві на Святошинському кладовищі (ділянка № 3).

## Нагороди
Указом Президії Верховної Ради СРСР від 3 червня 1944 року «за зразкове виконання бойових завдань командування на фронті боротьби з німецько-фашистським загарбниками і проявлені при цьому мужність і героїзм» лейтенантові Фаліну Олексію Івановичу посмертно присвоєно звання Героя Радянського Союзу. Нагороджений орденом Леніна.

## Вшанування пам'яті
У селі Рожалово Некоузского району Ярославської області йому встановлено меморіальну дошку, а місцева школа носить ім'я Олексія Фаліна.